# Бої за Маринівку
Бої за Маринівку — серія боїв у 2014 році під час війни на Донбасі за контроль над пунктом пропуску на українсько-російському кордоні «Маринівка». 14 серпня 2014 року пункт пропуску перейшов під контроль ДНР.

## Перебіг подій

### Бій 5 червня
5 червня 2014 року відбулася перша спроба проросійських бойовиків взяти під свій контроль пункт пропуску «Маринівка». Спроба завершилася втратами у особовому складі і відступом бойовиків.
20 червня 2014 при спробі прориву з боку Росії вглиб території України групи проросійських сил, бійці Національної гвардії України захопили модифікований БТР-80.
4 липня після відбитої атаки біля пункту пропуску «Маринівка» на полі бою українські військовослужбовці знайшли ящик з ПЗРК «Ігла». Маркування свідчило, що даний ПЗРК зберігався у військовій частині ППО ЗС РФ.
12 липня під Маринівкою підірвався БТР разом з українськими бійцями, Руслан Андросюк зазнав важких поранень.

### Бій 16 липня
16 липня бойовики після артпідготовки пішли в наступ на позиції Національної гвардії та ЗСУ села поблизу с. Тарани та с. Маринівка Донецької області. Вони планували ударом розсікти українське угрупування та вийти на кордон. Авіація Сил АТО від самого ранку завдавала ударів по бойовикам. Було знищено одну колону бойовиків, що рухалась з Сніжного в Торез. Бойовики атакували під прикриттям 5 танків і декількох БТРів. Бійці Сил АТО відбили 4 атаки бойовиків та знищили 3 танки і 2 БТРи. У ході обстрілу значно постраждала інфраструктура населеного пункту. У результаті бою загинули 2 військовослужбовці. Проросійські бойовики заявили про взяття Маринівки. Того дня колона з 3 БМП 28-ї механізованої бригади заїхала в село і натрапила на російських терористів кількістю до 80 осіб, в одну влучив снаряд з танка. Тоді загинули старший лейтенант Василь Новак, молодший сержант Андрій Майданюк, солдати Костянтин Ковальчук й Віталій Шум, поранень зазнав Вадим Царенко. Протягом двогодинного бою загинуло 9 та поранено 10 українських військових, по даних розвідки, у терористів вбито близько 30 осіб. Солдат Михайло Чебанов виніс на собі пораненого начальника медичного пункту бригади старшого лейтенанта Тараніча С. А.

## Подальші бої
17 липня під час обстрілу ворожими силами з РСЗВ «Град» біля Маринівки загинув солдат 79-ї бригади Олег Барський.
19 липня відбувся бій між українськими вояками та проросійськими силами, під час обстрілу терористами опорного пункту сил АТО поблизу Маринівки чимало військових отримало важкі поранення. Загинув старший солдат 72-ї бригади Дудченко Олександр Олександрович.
30 липня 1 МТЛБ 30-ї бригади терористами було знищене під Маринівкою, ще 1 захоплено. Загинули солдати Шанюк Петро Анатолійович та Лук'янчук Богдан Петрович, офіційно вважаються зниклими безвісти. Від поранень уночі помер старший лейтенант Юрій Амельчаков.
Вночі 31 липня 2014-го терористи з «Градів» обстріляли пункт пропуску Маринівка. Одна з бетонних плит зруйнованих приміщень впала на прикордонників. Старший лейтенант Павло Гаврилюк, що 3 години лежав під плитою, був доставлений до Київського військового центрального шпиталю.
1 серпня 2014 року село в ході антитерористичної операції звільнене від проросійських формувань українськими військами.
8 серпня військова колона 30-ї бригади рушила із Степанівки до Маринівки для облаштування блокпосту, в кінці маршруту потрапила під обстріл російських збройних формувань; загинули старший солдат Роман Козаренко та солдат Олександр Закусило, солдат вогнеметного взводу Олександр Коростинський. Зранку 9 серпня 2014-го зник безвісти під час ході ударно-пошукових дій БТГр 30-ї бригади поблизу села Маринівка солдат Сергій Шепетько, перед тим, 8 серпня, в бою під Маринівкою зникли безвісти сержант Юрій Макарчук та солдат Олександр Іщук.
9 серпня під час артилерійського обстрілу терористами позицій Збройних Сил України з РСЗВ «Град» під Маринівкою загинув сержант 1-ї танкової бригади Сергій Дейнега.

### Наступ російських регулярних військ
13-14 серпня 2014 року в районі КПП «Маринівка» на територію України зайшли кадрові частини РФ, в тому числі підрозділи 17 ОМСБр та 18 ОМСБр, після чого пункт пропуску з боями перейшов під контроль проросійських формувань.
У вересні 2014 з Маринівки вели вогонь російські БМ-30 «Смерч» у напрямку позицій української артилерії, зокрема 19 ОРБр, в районі Логвиного.